# Central Valley Fuego FC
Der Central Valley Fuego FC, kurz CV Fuego FC oder Fuego FC, ist ein US-amerikanisches Fußball-Franchise aus der kalifornischen Großstadt Fresno. Die Herrenmannschaft spielte von 2022 bis 2024 in der USL League One, der dritthöchsten Liga im US-Fußball. Als Heimspielstätte diente unter anderem das Fresno State Soccer Stadium auf dem Campus der California State University, Fresno. Der Central Valley Fuego FC sieht sich als Nachfolger des 2017 im mittlerweile aufgelösten FC Fresno aufgegangenen Fresno Fuego FC, der seinerzeit in der USL League Two spielte. 

## Geschichte
Im Dezember 2020 wurde mit dem Central Valley Fuego FC die Gründung eines neuen Profifußball-Franchises in Fresno angekündigt, nachdem der FC Fresno sich 2019 aus der USL Championship zurückgezogen hatte. Einen Monat später wurden die Vereinsfarben und das Logo vorgestellt. Zur Saison 2022 nahm der Verein den Spielbetrieb in der USL League One auf. Das erste Ligaspiel der Vereinsgeschichte gegen Greenville Triumph wurde 2:0 gewonnen, wobei beide Tore von Christian Chaney erzielt wurden. Letztlich schloss der Fuego FC seine Eröffnungssaison mit 40 Punkten auf dem 8. Platz ab. Wegen anhaltender Probleme ein permanentes reines Fußballstadion zu finden, zog sich das Franchise mit dem Ende der Spielzeit 2024 aus dem professionellen Spielbetrieb zurück.

## Nachweise
1. ↑  Fresno FC announces it's done in Fresno, ceasing operations. Abgerufen am 29. Januar 2023 (englisch).
2. ↑  Match Report of Greenville Triumph SC vs Central Valley Fuego FC - 2022-04-03 - USL League 1 - Global Sports Archive. Abgerufen am 29. Januar 2023.
3. ↑  Standings. Abgerufen am 29. Januar 2023 (amerikanisches Englisch).
4. ↑  Central Valley Fuego FC parts ways with USL League One. In: San Joaquin Valley Sun. 14. November 2024, abgerufen am 29. Juli 2025 (englisch).